# Néstor Robles
Néstor Robles (La Plata, Buenos Aires, Argentina-La Plata; 9 de agosto de 2011) fue un actor cómico, imitador, guionista y director teatral argentino de larga trayectoria artística.

## Carrera
Gran actor, dúctil y creativo, Néstor Robles, se inició en la Troupe de Medicina en 1971 cuando fue traído de México donde se encontraba haciendo giras por el empresario Hugo Monti, faltando dos temporadas para que finalice el primer grupo.
Alcanzó su alto nivel de popularidad  al integrarse en el grupo I Médici Concert , de gran trayectoria en las décadas de 1970 y 1980, formada también junto a los actores Mario Castiglione, Raúl Gallo, Raúl Ingaramo, José Gutiérrez Lái, entre otros . Este grupo surgió entre estudiantes de medicina como sucedáneo popular de Les Luthiers. Con él trabajó como guionista e imitador de carismáticas figuras como Rafaella Carrá.
En el cine acompañó, siempre con roles de reparto, a figuras como Alberto Olmedo, Jorge Porcel, Juan Carlos Altavista y Juan Carlos Calabró.
En teatro se destacó como actor, director y también como guionistas de varias obras. Realizó 10 espectáculos de café concert y unipersonales de humor, siendo coautor junto a Carlos A. Gematti (Corneta), Dov Segal y Norman Erlich.
El cómico Néstor Robles falleció el martes 9 de agosto de 2011 tras una súbita dolencia en la Casa del Teatro donde vivió sus últimos años. Sus restos descansan en el Panteón de la Asociación Argentina de Actores del Cementerio de la Chacarita.

## Filmografía

### Intérprete
- 1983: Los fierecillos se divierten.
- 1982: Los fierecillos indomables.
- 1983: Los reyes del sablazo.
- 1986: Los colimbas se divierten.
- 1986: Mingo y Aníbal en la mansión embrujada.
- 1986: Rambito y Rambón, primera misión.
- 1987: Los colimbas al ataque.[4]
- 1988: El profesor punk.

### Codirector y guionista
- 1989: Isla se alquila por hora

## Teatro
- Ya no somos lo que eramos (1985).
- Reír es formidable (1986), dirigido por Enrique Carreras, y protagonizado por Tincho Zabala y Mercedes Carreras.[5]
- Monólogos con humor (2001).
- 2 x 4 con mujeres (2003).[6]
- Papanatas (2004), con Jorge Corona, Tristán, Mónica Farro y Fernando Ramírez.
- La prueba de humor (2007), junto a Norman Erlich. en el teatro Variedades Concert.